# Université Pepperdine
L'université Pepperdine est une université américaine privée, affiliée au mouvement restaurationniste américain, qui se trouve à Malibu en Californie.
Le campus s'étend sur 340 hectares et bénéficie d'une vue plongeante sur l'océan Pacifique. 
La plupart des cours sont dispensés à Malibu mais aussi sur six autres campus en Californie du Sud. L'université Pepperdine possède également des campus dans d'autres pays : Allemagne, Royaume-Uni, Italie, Chine, Suisse et Argentine.
Les Waves de Pepperdine représentent sportivement l'université.

## Campus
Le campus principal situé à Malibu surplombe l'océan Pacifique et la California State Route 1. 

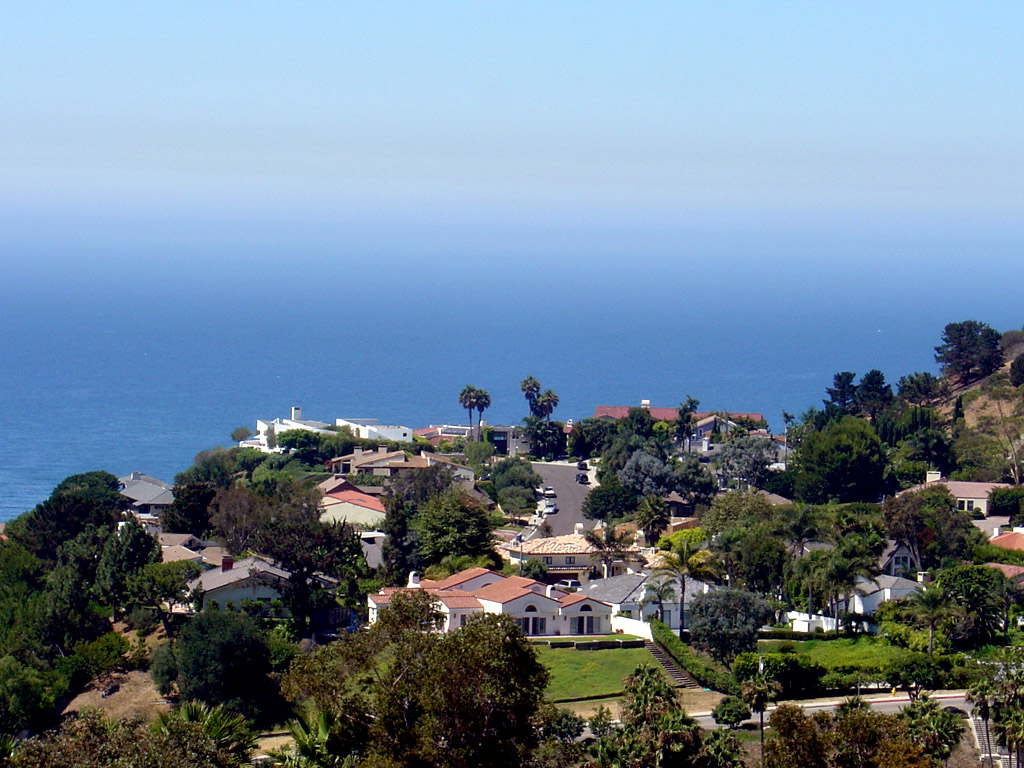
Propriétés adjacentes au campus de Malibu.
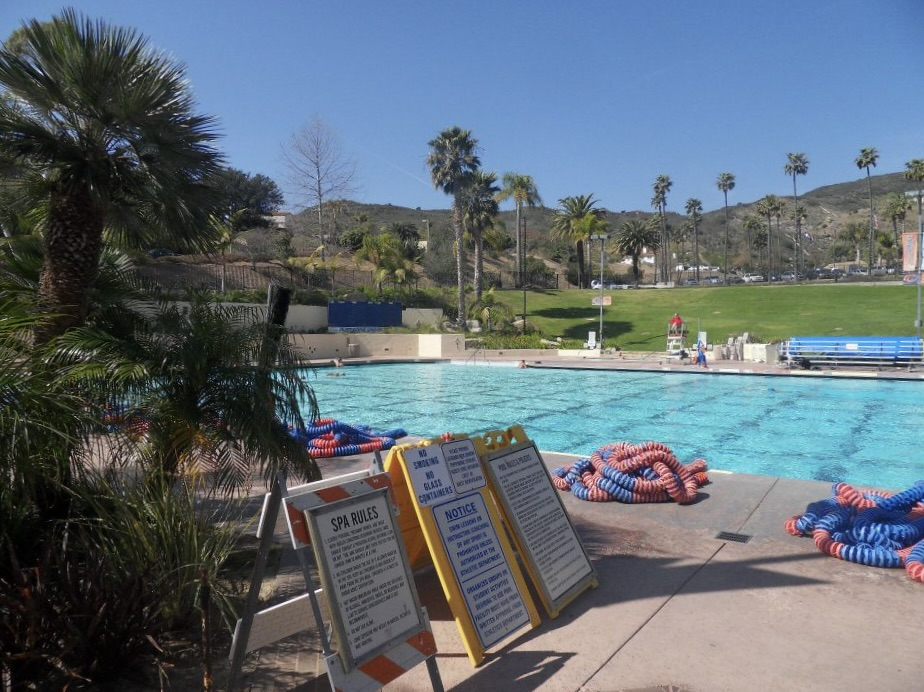
La piscine du campus de Malibu.
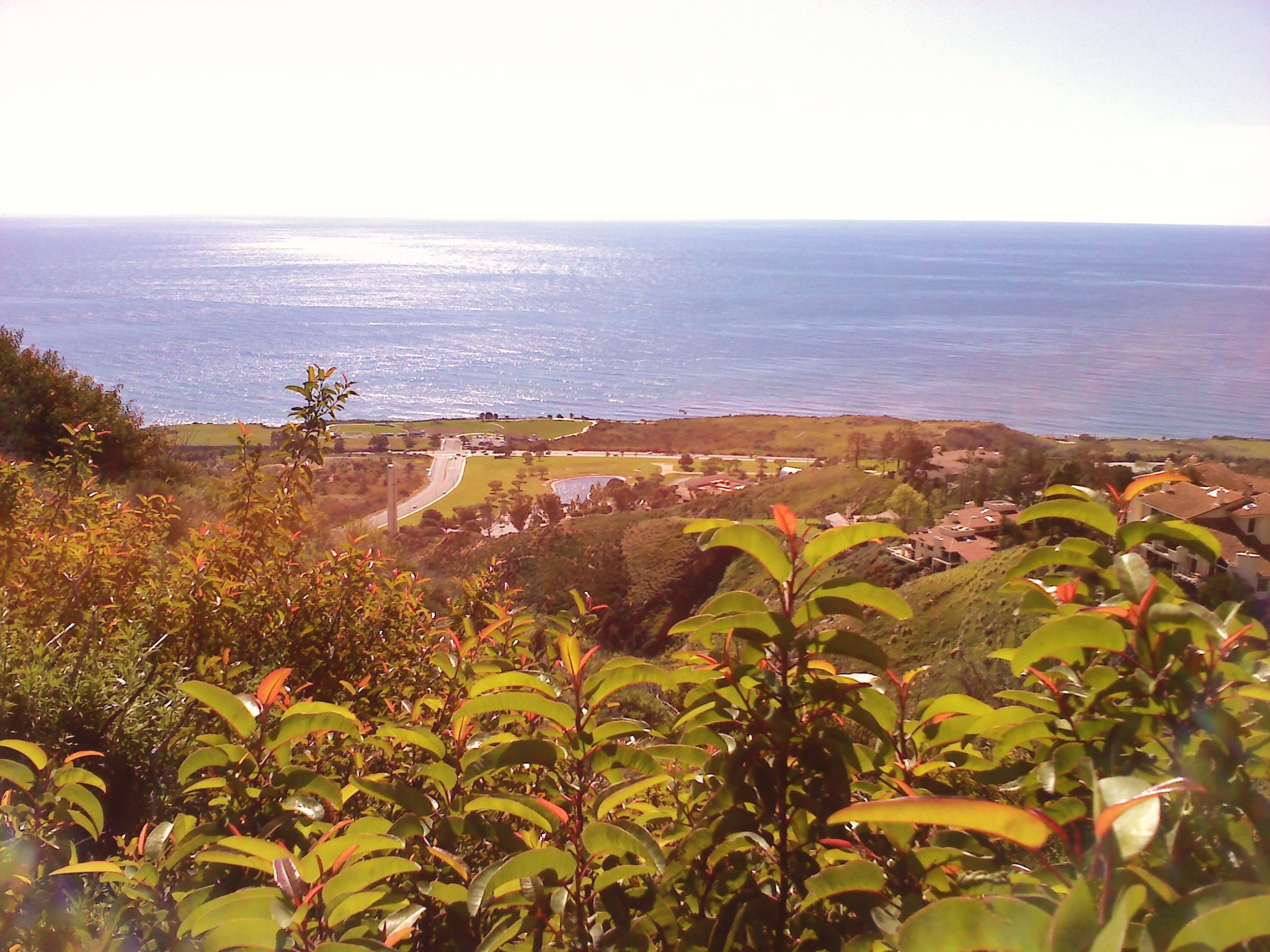
Vue sur l'océan Pacifique depuis le campus de Malibu.

## Réputation et classement
En 2006 et en 2007, The Princeton Review (en) a classé le campus de Malibu « Most Beautiful Campus » (« Plus beau campus »). L'université Pepperdine et « High Quality of Life » (« Bonne qualité de vie »).
En 2010, U.S. News & World Report a classé l'école de commerce de Pepperdine 82e aux États-Unis.

## Critique
L'Université a décerné un doctorat honoris causa à Elizabeth Holmes, fondatrice de Theranos, en 2015. En 2022, Elizabeth Holmes, qui avait promis de révolutionner la bio-ingénierie, a été condamnée pour fraude. L'université a décidé de ne pas retirer le doctorat attribué à Holmes.

## Personnalités liées à l'université

### Étudiants
- Nadia Bolz-Weber, pasteure américaine
- Anna Webber, photographe américaine
- Doug Christie, joueur de basket

## Dans la fiction
- La série télévisée de Nickelodeon, Zoé (2005-2008) a été tournée sur le campus de Malibu.
- Dans Totally Spies, à la fin du lycée, Sam, Clover et Alex vont étudier à la fac de Malibu.
- Dans un épisode Saison 10 de Columbo(Criminologie appliquée) de Columbo, on peut y voir l’université.
- Le campus de l'Université Pepperdine a servi de lieu de tournage pour le film Personne n'est parfaite (1990) où l'université a été renommée « Bramson College ». Payson Library a été renommée Krozen Library et le Firestone Filedhouse a été renommé Trembath Fieldhouse.